# Distretto di Kilwa
Il distretto di  Kilwa è un distretto della Tanzania situato nella regione di Lindi. È suddiviso in 21 circoscrizioni (wards) e conta una popolazione di 190 744 abitanti (censimento 2012). 
Lista delle circoscrizioni:
- Chumo
- Kandawale
- Kibata
- Kikole
- Kinjumbi
- Kipatimu
- Kiranjeranje
- Kivinjesingino
- Lihimalyao
- Likawage
- Mandawa
- Masoko
- Miguruwe
- Mingumbi
- Miteja
- Mitole
- Nanjirinji
- Njinjo
- Pande Mikoma
- Songosongo
- Tingi